# デ・パンネ

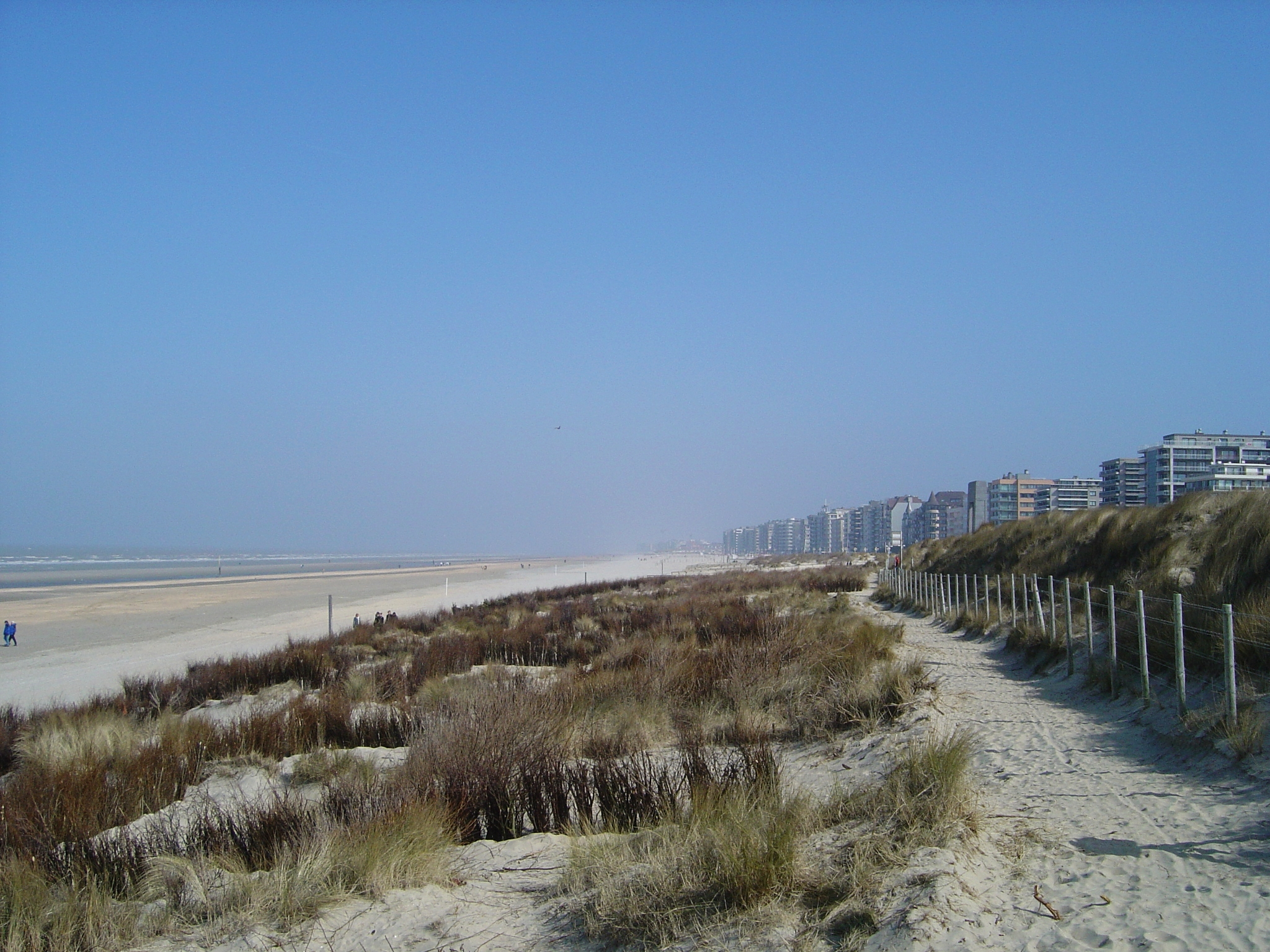
海岸部

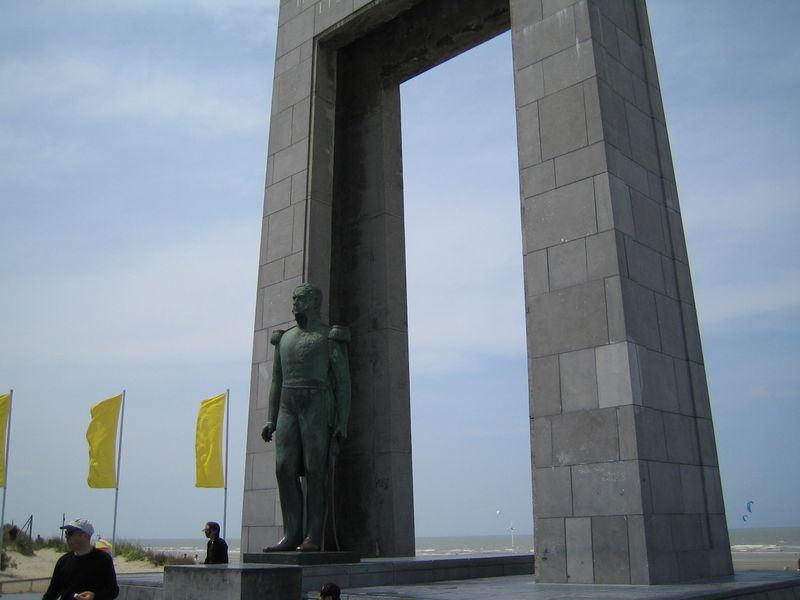
レオポルド1世の彫像

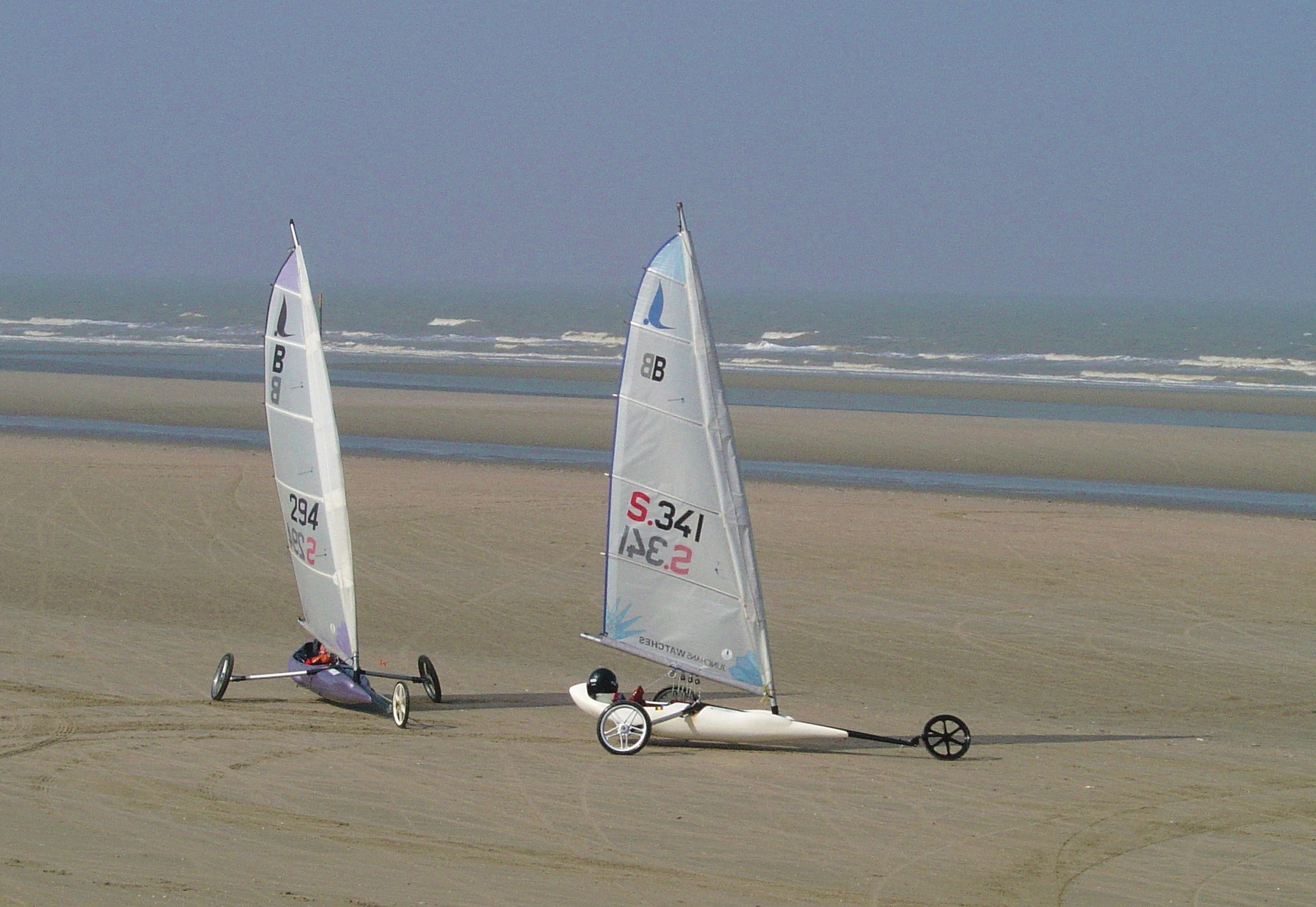
砂上ヨット

デ・パンネ (オランダ語: De Panne、フランス語: La Panne) は、ベルギー、ウェスト＝フランデレン州にある基礎自治体で、Adinkerkeとデ・パンネそれぞれの町で構成されている。デ・パンネはベルギーでも最西端でフランス国境に近い。
デ・パンネに居住していた著名人として、第一次世界大戦中にはエリザベート王妃、英空軍パイロットのジョン・リデル (John Aidan Liddell) などがいる。リデルは前年の調査飛行での怪我が原因で、1915年8月に27歳の若さでこの地にて没した。
デ・パンネにはテーマパークのPlopsalandがあり、以前はMeli-Parkと呼ばれた場所で子供向けのテーマパークになっている。デ・パンネでは、1898年にデュモン兄弟によってスポーツとしては最初のランドセーリングが考案された地である。
1831年7月17日、ベルギー初代国王レオポルド1世がイギリスからフランスのカレーまで航海してデ・パンネに到着した。その航海を記念して彫像が置かれている。